# Synophis calamitus
Espèce
Synophis calamitus  est une espèce de serpents de la famille des Dipsadidae.

## Répartition
Cette espèce est endémique de la province de Pichincha en Équateur.

## Description
L'holotype de Synophis calamitus, une femelle juvénile, mesure 223 mm dont 74 mm pour la queue. Ce spécimen avait le dos noir, iridescent sur les côtés, la face ventrale crème, et le dessous de la queue gris foncé.

## Étymologie
Son nom d'espèce, du latin călămĭtās, «  fléau, calamité… », lui a été donné en référence aux déboires qu'a rencontré l'équipe lors de sa collecte, notamment un premier glissement de terrain qui les a forcé à s'arrêter, mais a permis de collecter l'holotype, et un deuxième glissement de terrain qui a détruit leur véhicule.

## Publication originale
- Hillis, 1990 : A new species of xenodontine colubrid snake of the genus Synophis from Ecuador and the phylogeny of the genera Synophis and Emmochliophis. Occasional papers of the Museum of Natural History, the University of Kansas, no 135, p. 1-9 (texte intégral).